# Canton de Neufchâteau
Le canton de Neufchâteau est une circonscription électorale française située dans le département des Vosges et la région Grand Est.

## Histoire
Le canton de Neufchâteau a été créé en 1801.
Un nouveau découpage territorial des Vosges (département) entre en vigueur à l'occasion des premières élections départementales suivant le décret du 27 février 2014. Les conseillers départementaux sont, à compter de ces élections, élus au scrutin majoritaire binominal mixte. Les électeurs de chaque canton élisent au Conseil départemental, nouvelle appellation du Conseil général, deux membres de sexe différent, qui se présentent en binôme de candidats. Les conseillers départementaux sont élus pour 6 ans au scrutin binominal majoritaire à deux tours, l'accès au second tour nécessitant 12,5 % des inscrits au 1er tour. En outre la totalité des conseillers départementaux est renouvelée. Ce nouveau mode de scrutin nécessite un redécoupage des cantons dont le nombre est divisé par deux avec arrondi à l'unité impaire supérieure si ce nombre n'est pas entier impair, assorti de conditions de seuils minimaux. Dans les Vosges, le nombre de cantons passe ainsi de 31 à 17. Le nombre de communes du canton de Neufchâteau passe de 25 à 47.
Le nouveau canton de Neufchâteau est formé de communes des anciens cantons de Neufchâteau (25 communes), de Coussey (21 communes) et de Châtenois (1 commune). Il est entièrement inclus dans l'arrondissement de Neufchâteau. Le bureau centralisateur est situé à Neufchâteau.

## Représentation

### Conseillers d'arrondissement (de 1833 à 1940)
Le canton de Neufchâteau avait deux conseillers d'arrondissement.
| Période                                  | Période      | Identité                             | Étiquette          | Qualité |
| ---------------------------------------- | ------------ | ------------------------------------ | ------------------ | --- |
| 1833                                     | 1848         | Jean Baptiste Martin                 |                    | Propriétaire, juge de paix à Neufchâteau                                                                    |
| 1833                                     | 1843 (décès) | Nicolas Dieudonné Najean (1762-1843) |                    | Avoué, maire de Neufchâteau                                                                                 |
| 1843                                     | 1848         | Véridique Najean                     | Républicain modéré | Avocat à Neufchâteau, député (1848-1849)                                                                    |
|                                          |              |                                      |                    | |
| 1871                                     |              | Charles Claudot                      |                    | Docteur en médecine à Neufchâteau                                                                           |
|                                          |              |                                      |                    | |
|                                          | 1900 (décès) | Joseph Jules Marque                  |                    | Instituteur, Liffol-le-Grand                                                                                |
|                                          |              |                                      |                    | |
|                                          | 1919         | Paul Huin                            |                    | Maire de Neufchâteau                                                                                        |
|                                          | 1919         | Vincent-Hippolyte Laval              |                    | Maire de Liffol-le-Grand                                                                                    |
| 1919                                     | 1925         | Edouard Clément                      |                    | Maire de Neufchâteau                                                                                        |
| 1919                                     | 1931         | Alfred-Emile Saleur                  | Radical            | Médecin, maire d'Attignéville                                                                               |
| 1925                                     | 1931         | Auguste Duphand                      | Radical            | Avoué, maire de Neufchâteau                                                                                 |
| 1931                                     | 1934         | Louis Noirtin                        | RG                 | Maire de Neufchâteau                                                                                        |
| 1931                                     | 1940         | Paul Beurdouche (1881-1944)          | URD                | Vétérinaire, premier adjoint au maire de Neufchâteau                                                        |
| 1934                                     | 1940         | Maurice Favre                        | URD                | Ingénieur agricole, Président du syndical agricole de l'Arrondissement de Neufchâteau                       |
| 1940                                     |              |                                      |                    | Les conseils d'arrondissement ont été suspendus par la loi du 12 octobre 1940 et n'ont jamais été réactivés |
| Les données manquantes sont à compléter. |              |                                      |                    | |

### Conseillers généraux de 1833 à 2015
| Période                                  | Période      | Identité                                                 | Étiquette                     | Qualité |
| ---------------------------------------- | ------------ | -------------------------------------------------------- | ----------------------------- | --- |
| 1833                                     | 1842         | Charles Gauguier                                         | Gauche                        | Maître de forges Député (1831-1842) |
| 1842                                     | 1848         | Paul Lormont-Brocart                                     |                               | Officier d'artillerie |
| 1848                                     | 1852         | Charles Contaut                                          | Centre gauche                 | Marchand de bois Maire de Neufchâteau Député (1871-1876)                                                                                    |
| 1852                                     | 1862         | François Marx (1822-1903)                                |                               | Négociant puis Inspecteur des Ponts et Chaussées Maire de Neufchâteau                                                                       |
|                                          |              |                                                          |                               | |
| 1865                                     | 1871         | Prince Simon-Gérard d'Alsace de Hénin-Liétard            | Légitimiste modéré            | Propriétaire du château de Montgraham à Coudray-au-Perche (Eure-et-Loir)                                                                    |
| 1871                                     | 1892         | Paul Frogier de Ponlevoy                                 | GR (1876-1877) UR (1877-1894) | Militaire Député (1876-1894) Sénateur (1894-1909)                                                                                           |
| 1892                                     | 1934         | Thierry d'Alsace de Hénin-Liétard (fils de Simon-Gérard) | URD                           | Maire de Frebécourt (1894-1934) Député (1894-1909) Sénateur (1909-1934)                                                                     |
| 1934                                     | 1940         | Louis Noirtin                                            | RG puis PSF                   | Maire de Neufchâteau (1925-1929), conseiller d'arrondissement Sous-préfet de Neufchâteau (1940-1941) Nommé conseiller départemental en 1943 |
|                                          |              |                                                          |                               | |
| 1945                                     | 1958 (décès) | Paul-Louis Clément                                       | Rad.                          | Marchand de bois Maire de Neufchâteau (1949-1958)                                                                                           |
| 1958                                     | 1963 (décès) | Gabriel Bodenreider                                      | DVD                           | Pharmacien Maire de Neufchâteau (1958-1963)                                                                                                 |
| 1963                                     | 1979         | Albert Voilquin                                          | RI puis UDF-PR                | Inspecteur central du Trésor Député (1958-1978) Sénateur (1977-1995) Maire de Neufchâteau (1963-1977)                                       |
| 1979                                     | 2004         | Alain Jacquot                                            | RPR                           | Chirurgien des hôpitaux Député (1986-1988)                                                                                                  |
| 2004                                     | 2011         | Jacques Drapier                                          | PS                            | Chef d'entreprise Maire de Neufchâteau (1989-2008)                                                                                          |
| 2011                                     | 2015         | Simon Leclerc                                            | UMP                           | Chargé d'affaires Maire de Neufchâteau depuis 2008                                                                                          |
| Les données manquantes sont à compléter. |              |                                                          |                               | |

### Conseillers départementaux depuis 2015
| Période élective | Période élective | Mandat | Mandat   | Identité          | Nuance | Nuance | Qualité |
| ---------------- | ---------------- | ------ | -------- | ----------------- | ------ | ------ | --- |
| 2015             | 2021             | 2015   | 2021     | Dominique Humbert |        | DVD    | Principale de collège première adjointe au maire d'Autigny-la-Tour, maire depuis 2020                                                   |
| 2015             | 2021             | 2015   | 2021     | Simon Leclerc     |        | LR     | Chargé d'affaires Maire de Neufchâteau Président de la communauté de communes de l'Ouest Vosgien Vice-Président, délégué aux Transports |
| 2021             | 2028             | 2021   | en cours | Dominique Humbert |        | DVD    | Conseillère sortante |
| 2021             | 2028             | 2021   | en cours | Simon Leclerc     |        | LR     | Conseiller sortant, 2ème Vice-Président, délégué aux Collectivités et aux Associations                                                  |

### Résultats détaillés

#### Élections de mars 2015
À l'issue du 1er tour des élections départementales de 2015, deux binômes sont en ballottage : Dominique Humbert et Simon Leclerc (DVD, 49,54 %) et Myriam Gilles et Lionel Maton (FN, 28,45 %). Le taux de participation est de 55,25 % (7 632 votants sur 13 814 inscrits) contre 52,67 % au niveau départemental et 50,17 % au niveau national.
Au second tour, Dominique Humbert et Simon Leclerc (DVD) sont élus avec 68,46 % des suffrages exprimés et un taux de participation de 53,67 % (4 610 voix pour 7 414 votants et 13 813 inscrits).

#### Élections de juin 2021
Le premier tour des élections départementales de 2021 est marqué par un très faible taux de participation (33,26 % au niveau national). Dans le canton de Neufchâteau, ce taux de participation est de 39,21 % (5 209 votants sur 13 284 inscrits) contre 33,12 % au niveau départemental. À l'issue de ce premier tour, deux binômes sont en ballottage : Dominique Humbert et Simon Leclerc (Union à droite, 48,78 %) et Jean Simonin et Jenny Willemin (Union au centre et à droite, 26,09 %).
Le second tour des élections est marqué une nouvelle fois par une abstention massive équivalente au premier tour. Les taux de participation sont de 34,36 % au niveau national, 33,77 % dans le département et 38,96 % dans le canton de Neufchâteau. Dominique Humbert et Simon Leclerc (Union à droite) sont élus avec 62,36 % des suffrages exprimés (2 986 voix pour 5 176 votants et 13 287 inscrits),,.

## Composition

### Composition avant 2015

Situation du canton de Neufchâteau dans l'arrondissement de Neufchâteau avant 2015.

Le canton regroupait vingt-cinq communes.
| Nom                     | Code Insee | Codepostal | Superficie (km2) | Population (dernière pop. légale) | Densité (hab./km2) |
| ----------------------- | ---------- | ---------- | ---------------- | --------------------------------- | ------------------ |
| Neufchâteau (chef-lieu) | 88321      | 88300      | 31,94            | 6 633 (2012)                      | 208                |
| Attignéville            | 88015      | 88300      | 14,61            | 225 (2012)                        | 15                 |
| Barville                | 88036      | 88300      | 8,45             | 92 (2012)                         | 11                 |
| Bazoilles-sur-Meuse     | 88044      | 88300      | 21,25            | 600 (2012)                        | 28                 |
| Beaufremont             | 88045      | 88300      | 9,02             | 77 (2012)                         | 8,5                |
| Brechainville           | 88074      | 88350      | 14,15            | 57 (2012)                         | 4                  |
| Certilleux              | 88083      | 88300      | 5,86             | 221 (2012)                        | 38                 |
| Circourt-sur-Mouzon     | 88104      | 88300      | 10,30            | 205 (2012)                        | 20                 |
| Fréville                | 88189      | 88350      | 6,36             | 147 (2012)                        | 23                 |
| Grand                   | 88212      | 88350      | 36,59            | 406 (2012)                        | 11                 |
| Harchéchamp             | 88229      | 88300      | 7,41             | 97 (2012)                         | 13                 |
| Houéville               | 88242      | 88300      | 3,21             | 43 (2012)                         | 13                 |
| Jainvillotte            | 88249      | 88300      | 7,44             | 79 (2012)                         | 11                 |
| Landaville              | 88259      | 88300      | 13,06            | 301 (2012)                        | 23                 |
| Lemmecourt              | 88265      | 88300      | 1,78             | 31 (2012)                         | 17                 |
| Liffol-le-Grand         | 88270      | 88350      | 33,91            | 2 306 (2012)                      | 68                 |
| Mont-lès-Neufchâteau    | 88308      | 88300      | 11,51            | 297 (2012)                        | 26                 |
| Pargny-sous-Mureau      | 88344      | 88350      | 17,97            | 185 (2012)                        | 10                 |
| Pompierre               | 88352      | 88300      | 12,42            | 241 (2012)                        | 19                 |
| Rebeuville              | 88376      | 88300      | 8,72             | 257 (2012)                        | 29                 |
| Rollainville            | 88393      | 88300      | 8,13             | 315 (2012)                        | 39                 |
| Sartes                  | 88443      | 88300      | 6,86             | 100 (2012)                        | 15                 |
| Tilleux                 | 88474      | 88300      | 3,88             | 77 (2012)                         | 20                 |
| Trampot                 | 88477      | 88350      | 13,14            | 99 (2012)                         | 7,5                |
| Villouxel               | 88511      | 88350      | 4,65             | 82 (2012)                         | 18                 |

### Composition depuis 2015
Le canton de Neufchâteau comprend désormais quarante-sept communes entières.
| Nom                                 | Code Insee | Intercommunalité      | Superficie (km2) | Population (dernière pop. légale) | Densité (hab./km2) | Modifier                                    |
| ----------------------------------- | ---------- | --------------------- | ---------------- | --------------------------------- | ------------------ | ------------------------------------------- |
| Neufchâteau (bureau centralisateur) | 88321      | CC de l'Ouest Vosgien | 31,94            | 6 813 (2022)                      | 213                | modifier les données · modifier les données |
| Attignéville                        | 88015      | CC de l'Ouest Vosgien | 14,61            | 210 (2022)                        | 14                 | modifier les données · modifier les données |
| Autigny-la-Tour                     | 88019      | CC de l'Ouest Vosgien | 15,86            | 136 (2022)                        | 8,6                | modifier les données · modifier les données |
| Autreville                          | 88020      | CC de l'Ouest Vosgien | 11,09            | 191 (2022)                        | 17                 | modifier les données · modifier les données |
| Avranville                          | 88025      | CC de l'Ouest Vosgien | 10,89            | 69 (2022)                         | 6,3                | modifier les données · modifier les données |
| Barville                            | 88036      | CC de l'Ouest Vosgien | 8,45             | 80 (2022)                         | 9,5                | modifier les données · modifier les données |
| Bazoilles-sur-Meuse                 | 88044      | CC de l'Ouest Vosgien | 21,25            | 612 (2022)                        | 29                 | modifier les données · modifier les données |
| Beaufremont                         | 88045      | CC Terre d'Eau        | 9,02             | 88 (2022)                         | 9,8                | modifier les données · modifier les données |
| Brechainville                       | 88074      | CC de l'Ouest Vosgien | 14,15            | 57 (2022)                         | 4,0                | modifier les données · modifier les données |
| Certilleux                          | 88083      | CC de l'Ouest Vosgien | 5,86             | 214 (2022)                        | 37                 | modifier les données · modifier les données |
| Chermisey                           | 88102      | CC de l'Ouest Vosgien | 10,75            | 86 (2022)                         | 8,0                | modifier les données · modifier les données |
| Circourt-sur-Mouzon                 | 88104      | CC de l'Ouest Vosgien | 10,30            | 184 (2022)                        | 18                 | modifier les données · modifier les données |
| Clérey-la-Côte                      | 88107      | CC de l'Ouest Vosgien | 3,18             | 27 (2022)                         | 8,5                | modifier les données · modifier les données |
| Coussey                             | 88118      | CC de l'Ouest Vosgien | 16,02            | 719 (2022)                        | 45                 | modifier les données · modifier les données |
| Domrémy-la-Pucelle                  | 88154      | CC de l'Ouest Vosgien | 8,99             | 94 (2022)                         | 10                 | modifier les données · modifier les données |
| Frebécourt                          | 88183      | CC de l'Ouest Vosgien | 10,53            | 352 (2022)                        | 33                 | modifier les données · modifier les données |
| Fréville                            | 88189      | CC de l'Ouest Vosgien | 6,36             | 132 (2022)                        | 21                 | modifier les données · modifier les données |
| Grand                               | 88212      | CC de l'Ouest Vosgien | 36,59            | 364 (2022)                        | 9,9                | modifier les données · modifier les données |
| Greux                               | 88219      | CC de l'Ouest Vosgien | 8,04             | 132 (2022)                        | 16                 | modifier les données · modifier les données |
| Harchéchamp                         | 88229      | CC de l'Ouest Vosgien | 7,41             | 87 (2022)                         | 12                 | modifier les données · modifier les données |
| Harmonville                         | 88232      | CC de l'Ouest Vosgien | 15,13            | 210 (2022)                        | 14                 | modifier les données · modifier les données |
| Houéville                           | 88242      | CC de l'Ouest Vosgien | 3,21             | 43 (2022)                         | 13                 | modifier les données · modifier les données |
| Jainvillotte                        | 88249      | CC de l'Ouest Vosgien | 7,44             | 72 (2022)                         | 9,7                | modifier les données · modifier les données |
| Jubainville                         | 88255      | CC de l'Ouest Vosgien | 4,33             | 89 (2022)                         | 21                 | modifier les données · modifier les données |
| Landaville                          | 88259      | CC de l'Ouest Vosgien | 13,06            | 291 (2022)                        | 22                 | modifier les données · modifier les données |
| Lemmecourt                          | 88265      | CC de l'Ouest Vosgien | 1,78             | 24 (2022)                         | 13                 | modifier les données · modifier les données |
| Liffol-le-Grand                     | 88270      | CC de l'Ouest Vosgien | 33,91            | 2 108 (2022)                      | 62                 | modifier les données · modifier les données |
| Martigny-les-Gerbonvaux             | 88290      | CC de l'Ouest Vosgien | 9,04             | 116 (2022)                        | 13                 | modifier les données · modifier les données |
| Maxey-sur-Meuse                     | 88293      | CC de l'Ouest Vosgien | 10,77            | 216 (2022)                        | 20                 | modifier les données · modifier les données |
| Midrevaux                           | 88303      | CC de l'Ouest Vosgien | 14,29            | 177 (2022)                        | 12                 | modifier les données · modifier les données |
| Moncel-sur-Vair                     | 88305      | CC de l'Ouest Vosgien | 7,30             | 180 (2022)                        | 25                 | modifier les données · modifier les données |
| Mont-lès-Neufchâteau                | 88308      | CC de l'Ouest Vosgien | 11,51            | 279 (2022)                        | 24                 | modifier les données · modifier les données |
| Pargny-sous-Mureau                  | 88344      | CC de l'Ouest Vosgien | 17,97            | 184 (2022)                        | 10                 | modifier les données · modifier les données |
| Pompierre                           | 88352      | CC de l'Ouest Vosgien | 12,42            | 191 (2022)                        | 15                 | modifier les données · modifier les données |
| Punerot                             | 88363      | CC de l'Ouest Vosgien | 13,77            | 149 (2022)                        | 11                 | modifier les données · modifier les données |
| Rebeuville                          | 88376      | CC de l'Ouest Vosgien | 8,72             | 295 (2022)                        | 34                 | modifier les données · modifier les données |
| Rouvres-la-Chétive                  | 88401      | CC de l'Ouest Vosgien | 11,33            | 459 (2022)                        | 41                 | modifier les données · modifier les données |
| Ruppes                              | 88407      | CC de l'Ouest Vosgien | 7,44             | 144 (2022)                        | 19                 | modifier les données · modifier les données |
| Sartes                              | 88443      | CC de l'Ouest Vosgien | 6,86             | 90 (2022)                         | 13                 | modifier les données · modifier les données |
| Seraumont                           | 88453      | CC de l'Ouest Vosgien | 10,29            | 31 (2022)                         | 3,0                | modifier les données · modifier les données |
| Sionne                              | 88457      | CC de l'Ouest Vosgien | 11,79            | 141 (2022)                        | 12                 | modifier les données · modifier les données |
| Soulosse-sous-Saint-Élophe          | 88460      | CC de l'Ouest Vosgien | 19,32            | 653 (2022)                        | 34                 | modifier les données · modifier les données |
| Tilleux                             | 88474      | CC de l'Ouest Vosgien | 3,88             | 71 (2022)                         | 18                 | modifier les données · modifier les données |
| Trampot                             | 88477      | CC de l'Ouest Vosgien | 13,14            | 101 (2022)                        | 7,7                | modifier les données · modifier les données |
| Tranqueville-Graux                  | 88478      | CC de l'Ouest Vosgien | 14,94            | 89 (2022)                         | 6,0                | modifier les données · modifier les données |
| Villouxel                           | 88511      | CC de l'Ouest Vosgien | 4,65             | 86 (2022)                         | 18                 | modifier les données · modifier les données |
| Canton de Neufchâteau               | 8810       |                       | 549,58           | 17 136 (2022)                     | 31                 | modifier les données                        |

## Démographie

### Démographie avant 2015
| 1962   | 1968   | 1975   | 1982   | 1990   | 1999   | 2006   | 2011   | 2012   |
| ------ | ------ | ------ | ------ | ------ | ------ | ------ | ------ | ------ |
| 14 222 | 15 555 | 16 210 | 16 210 | 15 118 | 14 474 | 13 763 | 13 371 | 13 173 |

### Démographie depuis 2015
En 2022, le canton comptait 17 136 habitants, en évolution de −2,5 % par rapport à 2016 (Vosges : −2,96 %, France hors Mayotte : +2,11 %).
| 2013   | 2018   | 2022   |
| ------ | ------ | ------ |
| 17 739 | 17 417 | 17 136 |